# Municipio de Arendahl
El municipio de Arendahl (en inglés: Arendahl Township) es un municipio ubicado en el condado de Fillmore en el estado estadounidense de Minnesota. En el año 2010 tenía una población de 337 habitantes y una densidad poblacional de 3,64 personas por km².

## Geografía
El municipio de Arendahl se encuentra ubicado en las coordenadas 43°48′16″N 91°54′32″O / 43.80444, -91.90889. Según la Oficina del Censo de los Estados Unidos, el municipio tiene una superficie total de 92.64 km², de la cual 92,35 km² corresponden a tierra firme y (0,3 %) 0,28 km² es agua.

## Demografía
Según el censo de 2010, había 337 personas residiendo en el municipio de Arendahl. La densidad de población era de 3,64 hab./km². De los 337 habitantes, el municipio de Arendahl estaba compuesto por el 97,92 % blancos, el 0,89 % eran afroamericanos y el 1,19 % eran de una mezcla de razas. Del total de la población el 1,48 % eran hispanos o latinos de cualquier raza.